# XMLHttpRequest
XMLHttpRequest (souvent abrégé XHR) est un objet du navigateur accessible en JavaScript qui permet d'obtenir des données au format XML, JSON, mais aussi HTML, ou même un simple texte à l'aide de requêtes HTTP.

## Avantages et inconvénients
L'avantage principal est dans le côté asynchrone. La page entière ne doit plus être rechargée en totalité lorsqu'une partie doit changer, ce qui entraîne un gain de temps et une meilleure interaction avec le serveur et donc le client.
Les inconvénients résident dans le fait que :
- XMLHttpRequest en version originale, avant la version 2, ne pouvait se connecter qu'à un seul domaine serveur en utilisant le protocole HTTP (ou HTTPS) ;
- les internautes à navigation « spéciale » (notamment via l'utilisation d'un navigateur vocal) ont du mal à savoir ce qui doit être lu (ce qui a changé) sur la page : c'est un problème d'accessibilité (il y a des spécifications dans la norme WAI-ARIA[2] pour éviter ce genre de problèmes).

Le contenu dynamique affiché par l'utilisation de JavaScript explique pourquoi le navigateur ne peut pas avoir le même comportement qu'une page html chargée dans sa totalité (enregistrement des liens, marque-page, bouton retour).
D'autres différences existent :
- le débogage du JavaScript est pratiquement impossible en utilisant une fenêtre (alert), une zone div ou la ligne de commande (console), mais des outils comme Chrome, Firebug ou Visual studio améliorent le débogage ;
- le nombre de requêtes pouvant s'exécuter en même temps dépend du navigateur.

## Le point de vue du programmeur

### Création d'un objet XMLHttpRequest
Quel que soit le navigateur :
```
function
 
createXhrObject
()

{

    
if
 
(
window
.
XMLHttpRequest
)

        
return
 
new
 
XMLHttpRequest
();

    
if
 
(
window
.
ActiveXObject
)

    
{

        
var
 
names
 
=
 
[

            
"Msxml2.XMLHTTP.6.0"
,

            
"Msxml2.XMLHTTP.3.0"
,

            
"Msxml2.XMLHTTP"
,

            
"Microsoft.XMLHTTP"

        
];

        
for
(
var
 
i
 
in
 
names
)

        
{

            
try
{
 
return
 
new
 
ActiveXObject
(
names
[
i
]);
 
}

            
catch
(
e
){}

        
}

    
}

    
window
.
alert
(
"Votre navigateur ne prend pas en charge l'objet XMLHTTPRequest."
);

    
return
 
null
;
 
// non supporté

}

xhr
 
=
 
createXhrObject
();

```

### Chargement de code exécutable
Du code JavaScript présent dans la page chargée via XMLHttpRequest ne sera pas exécuté au moment du chargement.
Il faut insérer le code JavaScript chargé dans la page courante pour qu'il soit exécuté.
Le code suivant peut aussi exécuter le JavaScript présent entre des balises <script></script> dans la page fille, après l'avoir chargé comme décrit précédemment :
```
if
 
(
XHR
.
readyState
 
==
 
4
)

{

	
document
.
getElementById
(
'contenu'
).
innerHTML
 
=
 
XHR
.
responseText
;

	
var
 
js
 
=
 
document
.
getElementById
(
'contenu'
).
getElementsByTagName
(
'script'
);

	
for
(
 
var
 
i
 
in
 
js
 
)

	
{

		
eval
(
js
[
i
].
text
);

	
}

}

```

## Historique
XMLHttpRequest a d'abord été développé par Microsoft, en tant qu'objet ActiveX, pour Internet Explorer 5.0. (septembre 1998). Il a ensuite été repris et implémenté successivement sous Mozilla 1.0 (mai 2002), Safari 1.2 (février 2004), Opera 7.60 TP1 (août 2004) puis Konqueror 3.4 (mars 2005).
En avril 2006, il a été proposé pour devenir une recommandation du W3C.
L'utilisation de XMLHttpRequest nécessite l'utilisation du langage JavaScript.
Les navigateurs l'implémentent de différentes façons : ActiveX pour Internet Explorer, objet pour les autres. La création de l'objet se fait donc différemment selon le navigateur. De plus, pour créer l'ActiveX sous Internet Explorer, il est nécessaire de tester plusieurs versions. Toutefois, après la création de l'objet, les méthodes et attributs sont les mêmes pour tous les navigateurs.
Microsoft a été le premier à incorporer (septembre 1998) des fonctionnalités XMLHttp dans son navigateur web Internet Explorer (5 à 7) sous forme d'un ActiveX (Internet Explorer < 7) sous le nom MSXML.
Les développeurs du projet Mozilla ont alors implémenté leur version de XMLHTTP sous le nom XMLHttpRequest dans la version Mozilla 1.0 (mai 2002).
D'autres navigateurs ont ensuite implémenté XMLHttp à leur tour : Safari 1.2 (février 2004), Konqueror 3.4 (mars 2005), Opera 8.0 (avril 2005), icab 3.0b352.
Le World Wide Web Consortium essaie alors de standardiser les API (Interface de programmation) en publiant les spécifications de l'API dans sa version 1 sous le nom XMLHttpRequest le 15 avril 2007 et version 2 le 25 février 2008. Ainsi plusieurs implémentations de XMLHttpRequest existent. Pour supporter toutes ces versions une API javascript (AJAX) de haut niveau permet de faire abstraction des différentes implémentations et versions de XMLHttpRequest.
Toutefois à cette époque (en 2007), XMLHttpRequest a été critiqué car il nuisait à l'accessibilité du web.
La norme XMLHttpRequest a un successeur, XMLHttpRequest Level 2 et d'autres technologies le remplacent également:
- Le W3C avait proposé Access control pour échanger des données avec des serveurs sur des domaines différents,
- Microsoft avait proposé XDomainRequest depuis Internet Explorer 8 maintenant remplacé par la version 2 du standard.
- WebSocket offre les possibilités de l'objet et bien plus.

## À voir aussi